# Giulio Cotronei
Giulio Cotronei (Napoli, 19 settembre 1885 – Roma, 12 maggio 1962) è stato un biologo italiano.

## Biografia
Figlio del medico chirurgo Giuseppe Cotronei e di Giulia Martorano, si laureò in scienze naturali all'Università di Napoli nel 1908 e, in quel periodo, frequentò gli istituti di zoologia, diretto da Francesco Saverio Monticelli, e di anatomia comparata, diretto da Salvatore Trinchese, e la stazione zoologica, luogo di incontro dei protagonisti della scienza dell'epoca. Nel 1910 si trasferì all'Università di Siena, dove divenne assistente di Vincenzo Diamare e lì conobbe Angelo Ruffini; nel 1912 fu chiamato all'Università di Roma da Giovanni Battista Grassi. Ottenuta la libera docenza nel 1914, durante la prima guerra mondiale diventò ufficiale di cavalleria, guadagnandosi la croce al merito di guerra. Professore di zoologia e anatomia nel 1924, insegnò all'Università di Pisa; dal 1926 fu chiamato alla cattedra di anatomia comparata dell'Università di Roma. Nel 1947 fu designato socio nazionale dell'Accademia Nazionale dei Lincei.
Il 28 febbraio 1940 divenne socio dell'Accademia delle scienze di Torino.

## Opere
- Giulio Cotronei, Biologia e zoologia generale, Roma, Universitas, 1939.
- Giulio Cotronei, Naturalismo, biologia e conoscenza, Perugia, N. Simonelli, 1960.